# Кримські татари в Туреччині
Кри́мські тата́ри в Туре́ччині — частина громадян та мешканців Туреччини, які є кримськими татарами чи походять від них. До XX століття кримські татари іммігрували з Криму в Османську імперію трьома хвилями: перша хвиля виникла після анексії Кримського ханства Російською імперією в 1783 році, друга — після Кримської війни 1853—1856 років і третя — після Російсько-турецької війни 1877—1878 років.

## Історія кримськотатарської діаспори в Туреччині
Феномен кримськотатарської еміграції та діаспори в Османську імперію (Туреччину) є унікальним серед явищ подібного роду у світовій історії, щонайменше, в двох аспектах:
- в кількісному вимірі — демографічний кримськотатарський ресурс в сучасній Туреччині в кількісному відношенні на порядок перевершує той, що мають кримські татари на своїй історичній батьківщині — в Криму.
- в якісному (інтелектуальному) вимірі — участі кримських татар в суспільно-політичному, економічному, культурному та освітньому житті Османської імперії і Туреччини мала важливе, а інколи й вирішальне, значення в їх історичному розвитку.

### Кримськотатарська діаспора в Османській імперії
Участь кримських татар в суспільно-політичному і культурному житті Османської імперії не обмежується лише безпосередньо османським періодом в історії Кримського ханства (1475—1774). Контакти між ханством і імперією Османів існували як до взяття Кафи — протягом XIV—XV століть, так і після підписання між Російською і Османською імперіями Кючук-Кайнарджійського мирного договору — аж до двадцятих років XX століття. В результаті сотні кримських татар і їх нащадків, так чи інакше залишили вагомий слід в історії Османської держави.
Більш того, через жорстку репресивну політику Російської імперії до корінного народу поневоленого Криму відбувалося безперервне наростання присутності кримськотатарських мігрантів в житті Османської імперії, причому, як в «кількісному», так і в «якісному» відношенні. Особливо в період з кінця XVIII до 20-х років XX століття. Причини цього процесу — вимушена масова еміграція. Саме в цей період, який відносно Криму і кримських татар можна охарактеризувати як період національної катастрофи, татари і їх нащадки почали відігравати досить значну роль в суспільно-політичному, економічному і культурному житті Османської імперії, зокрема, займаючи досить високі, а часом, ключові посади в структурі державного управління, отримувати широку популярність в сфері науки, освіти, літератури і мистецтва Османської імперії. За цей період Крим змушені були покинути, щонайменше, 1,8 млн. кримських татар.
В цілому, кримськотатарську діаспору, що мала значний вплив на історичний розвиток Туреччини, можна розділити на наступні групи:
- представники керівного апарату різних державних, адміністративно-політичних, фінансових і судових відомств, як в центрі (включаючи центральний уряд), так і в провінціях;
- найвищі чини османського мусульманського духовенства;
- представники управлінського апарату різних палацових служб султанів;
- високопоставлені чиновники військових відомств, полководці;
- впливові сановники різних представницьких органів;
- видатні діячі науки, освіти, літератури і мистецтва.

### Кримські татари в органах управління Османської імперії
Кримські татари мали широке представництво в управлінні Османською імперією. В першу чергу це виражалося в присутні кримчаків серед членів Султанського Дивану (Диван-и Хумаюн), а також у складі інших владних структур, які виконували управлінські функції. Найвидатніше місце тут займає садразам Ахмед Тевфік-паша — останній османський великий візир, який чотири рази очолював кабінет міністрів, причому тричі — в найкритичніші хвилини існування держави, між 1918 і 1922 роками. Татари займали і інші впливові посади, такі як нішанджи — зберігач султанської печатки (Мехмед Саід Халет-ефенді), кадіаскери Анатолії і Румелії Ляйих Мехмед ефенді, Саліх Мехмед ефенді, Татарджік Абдуллах, Ахмед Кямиль, Абдуллах Раміз-паша, Татарджікзаде Решид Ахмеда та ін., дефтердари (скарбники, міністри фінансів), «міністри закордонних справ» — реіс-ефенді. Кримські татари були присутні серед глав різних фінансових відомств — назирів, вакуфів тощо, а також серед вищих чиновників митних, податкових і т. д. Багато етнічних кримських татар займали посади губернаторів (бейлербей, валі) різних провінцій (еялет) і великих областей (санджаків) Османської імперії. Вихідці з Криму в різний час керували більш ніж тридцятьма османськими провінціями — Кефе, Туніс, Очаків, Боснія, Салоніки, Скоп'є, Прізрен, Крит, Адана, Трабзон, Хиджаз, Тирхала, Кастамону, Анкара, Румелія, Мараш, Шаразор, Сілістра, Карс, Ніш, Кюстендил, Відін, Джаник, Ізміт, Нігболу, Кайсері і іншими. Серед кримських татар — глави різних османських представницьких органів, зокрема, Вищої ради юстиції (Меджліс-і вала), Державної ради (Шура-йі Девлет), Військової ради (Сераскеріату — Дар-и шура-йі аскери) і ін., а також посли і посольські службовці Османської імперії в Австро-Угорщині, Німеччині, Греції, Італії, Британії, Франції, Росії.

### Кримські татари серед вищого османського духівництва
Кримські татари в Османській імперії були широко представлені і серед вищого мусульманського духовенства. Серед них глава усіх османських улемів і вищий авторитет в питаннях богослов'я і ісламського права шейх уль-іслам (1758-1759) Саліх Мехмед-ефенді, кадіаскери Анатолії і Румелії, муфтії різних рангів. Серед кримських татар був і накіб оль-ешраф — глава сеїдів Фазил Мехмед-паша, багато мударрісів — викладачів османських медресе (в тому числі, найпрестижніших, навіть один реіс-уль-упем — почесний голова усіх улемів (Ахмед Кяміль).

### Внесок кримських татар в науку і мистецтво Османської імперії
Кримські татари внесли значний внесок в історію розвитку османської науки — математики, хімії, військової справи, медицини, так званих «мусульманських» наук, зокрема, мусульманського права — фікх. Не менший їх внесок в розвиток мистецтва — музики, літератури, каліграфії. Серед них було багато письменників, поетів, істориків, які посіли гідне місце в історії Туреччини.
Великий внесок вихідців з Кримського ханства в становленні турецької освіти європейського зразка. Історії реформ в сфері освітнього процесу в Туреччині тісно пов'язана з іменем видатного ученого-математика кінця XVIII — початку XIX століття, державного діяча Османської імперії в період реформи Нізам-і Джедід Хусеїна Рифки Кримського. Не менший внесок і сина Хусеїна Рифки — Емін-паші, який продовжив справу видатного батька і став одним з найяскравіших представників нової інтелектуальної еліти Османської імперії першої половини XIX століття.

### Імміграція кримських татар в Турецьку республіку (XX століття)
Із занепадом Османської імперії в останній чверті XIX століття більшість кримських татар з Добруджі мігрували до Анатолії. Згодом міграція відбувалася у межах Анатолії. Ця модель міграції сприяла розриву родинних зв'язків, отже, зв'язку з батьківщиною, а також змішанню різних субетносів кримських татар.
Кримські татари взяли участь у розбудові нової Турецької Республіки, а також у формуванні турецької ідентичності.
Невелика кількість кримськотатарських втікачів з СРСР поповнила діаспору в Туреччині після Другої світової війни, інша частина мігрувала до Туреччини з Соціалістичної Республіки Румунія та Народної Республіки Болгарія після встановлення там комуністичного режиму.

## Сьогодення
За різними оцінками, на сьогодні в Туреччині проживає від 1 до 7 млн осіб кримськотатарської діаспори. Тут діє кілька етнічних об'єднань. У той же час велика частина даного населення вважає себе не кримськими татарами, а турками кримського походження.
Основними осередками кримськотатарської общини в Туреччині є Кримськотатарське товариство культури і взаємодопомоги Туреччини в Анкарі і Фонд «Емель» у Стамбулі.
«Столицею» кримськотатарської діаспори в Туреччині вважається місто Ескішехір, розташоване за чотири години їзди від Стамбулу. З початку анексії Криму Росією, кримськотатарська діаспора в Туреччині активно допомагає кримським татарам в Україні. Тут збирають гроші для сімей політв'язнів, гуманітарну допомогу, проводять мітинги під посольством Росії, поширюють інформацію про репресії в Криму. Цим займаються переважно люди, об'єднані в дернеки — Товариства культури і взаємодопомоги кримських татар. Всього в Туреччині їх близько півсотні.
У турецькому місті Ескішехір відкрили Парк кримської культури та пам'ятник визначним діячам кримськотатарського народу. У Парку кримської культури встановлено погруддя видатних представників кримськотатарського народу: громадського діяча та організатора першого курултаю Номана Челебіджихана, вченого-тюрколога, поета та письменника Бекіра Чобан-заде, просвітителя та громадського діяча Ісмаїла Гаспринського, лідера кримськотатарського народу Мустафи Джемілєва.

### Дослідження кримськотатарської імміграції та діаспори
У Туреччині історію кримськотатарської імміграції та діаспори досліджували і досліджують кримськотатарські історики і філологи Мустеджип Улькюсал, Абдалла Сойсал, Хакан Киримли та інші. У Криму і Україні активно працювали над темою кримськотатарської еміграції в Туреччину Аблякім Ільмій, Амет Озенбашли, Аблязіз Велієв, Енвер Озенбашли, Ібраім Абдуллаєв, Ельдар Сейдаметов тощо. Матеріали публікувались і публікуються в міжнародних наукових журналах, зокрема в таких як «Емель» і «Крим», наукових збірках в Туреччині і Україні.

## Видатні представники
1. Ахмед Тевфік Окдай
2. Аднан Мендерес
3. Хасан Полаткан
4. Ібрагім Меліх Гьокчек
5. Сабрі Улькер
6. Мурат Улькер